# 흰이투코투코
흰이투코투코(Ctenomys leucodon)는 투코투코과에 속하는 설치류의 일종이다. 남아메리카에서 발견되고 생태학적으로 중요한 역할을 한다. 볼리비아 서부와 티티카카호 주변의 페루 동부 지역에서 서식한다.